# 天文濾鏡

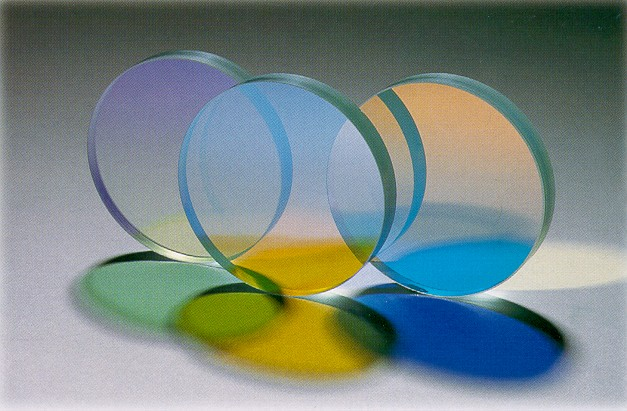
用於保護相機免受紫外線輻射的濾鏡。

天文濾鏡是業餘天文學家使用，由光學濾鏡組成的一種望遠鏡配件，無論是用於觀察還是攝影，都可以簡單的改善天體的細節和對比度。另一方面，天文學家的研究使用可變頻寬的 在望遠鏡上使用變帶通濾鏡進行光度測量，以獲得揭示天體物理性質的測量結果，例如恆星分類和將天體放置在其維恩曲線上。
大多數天文濾鏡的工作原理是阻擋特定「帶通」上方和下方的光譜，顯著增加有興趣波長的信噪比，從而獲得該天體的細節和對比度。彩色濾鏡從光譜中傳輸某些顏色，然而通常用於觀察行星和月球，偏振濾鏡通過調節亮度來工作，通常用於月球。寬頻和窄帶濾鏡傳輸星雲（由氫和氧原子）發射的波長，並且經常用於減少光污染的影響。
在天文學，至少在1706年5月12日的日食就已經使用濾鏡。

## 太陽濾鏡

### 白光濾鏡
太陽濾鏡能阻擋了大部分陽光，以避免對眼睛造成任何傷害。適當的濾鏡通常由耐用的玻璃或聚合物薄膜製成，僅透射0.00001%的光。為了安全起見，太陽濾鏡必須牢固地安裝在折射望遠鏡的物鏡前端或反射望遠鏡的孔徑上，以使鏡筒不會顯著升溫。
在目鏡後面插入的小型太陽濾鏡不會阻擋進入儀器內的輻射，導致望遠鏡內的溫度高升，並且也不確知它們何時會因熱衝擊而破裂。因此，大多數專家不建議將這種太陽濾鏡用於目鏡，一些廠商拒絕出售它們或將其從望遠鏡的包裝中移除。根據NASA的說法："通常配備於廉價的望遠鏡，設計用於插入目鏡的太陽濾鏡是不安全的。當望遠鏡指向太陽時，這些玻璃濾鏡可能會因過熱而意外破裂，並且視網膜的損壞發生速度可能比觀察者將眼睛從目鏡上移開的速度更快。"。
太陽濾鏡用於安全地觀察和拍攝太陽，儘管它是白色的，但可能顯示太陽為黃橙色圓盤。正確連接這些濾鏡的望遠鏡可以直接查看太陽特徵的細節，特別是在表面的太陽黑子和米粒組織，以及日食和內側行星的水星和金星橫跨太陽盤面的凌日。

### 窄頻濾鏡
赫歇爾稜鏡是一種基於棱鏡的裝置，與中性灰度濾鏡相結合，可將大部分熱量和紫外線引導出望遠鏡，通常比大多數濾鏡類型提供更好的效果。H-α濾鏡傳輸H-α譜線，用於觀察通過普通濾光器看不見的閃焰和日珥。與夜間H-α濾鏡的3奈米-12奈米或更高相比，這些 H-α 濾鏡的頻寬比用於夜間觀測的濾鏡窄得多（參見下面的星雲濾鏡），對於最常見的模型，其頻寬也僅能通過 0.05 nm （0.5 埃）。由於窄頻和溫度變化，像這樣的望遠鏡通常可以在大約±0.05 nm內調諧。
美國國家航空暨太空總署在太陽動力學天文台上包括了以下濾鏡，其中只有一個是人眼可見（450.0 nm）：450.0 nm、 170.0 nm、160.0 nm、33.5 nm、30.4 nm、19.3 nm、21.1 nm、17.1 nm、13.1 nm、和9.4 nm。這些選擇就像許多窄頻濾波器一樣，例如上面提到的H-α濾鏡，是為了溫度，而不是特定的發射線。

## 彩色濾鏡

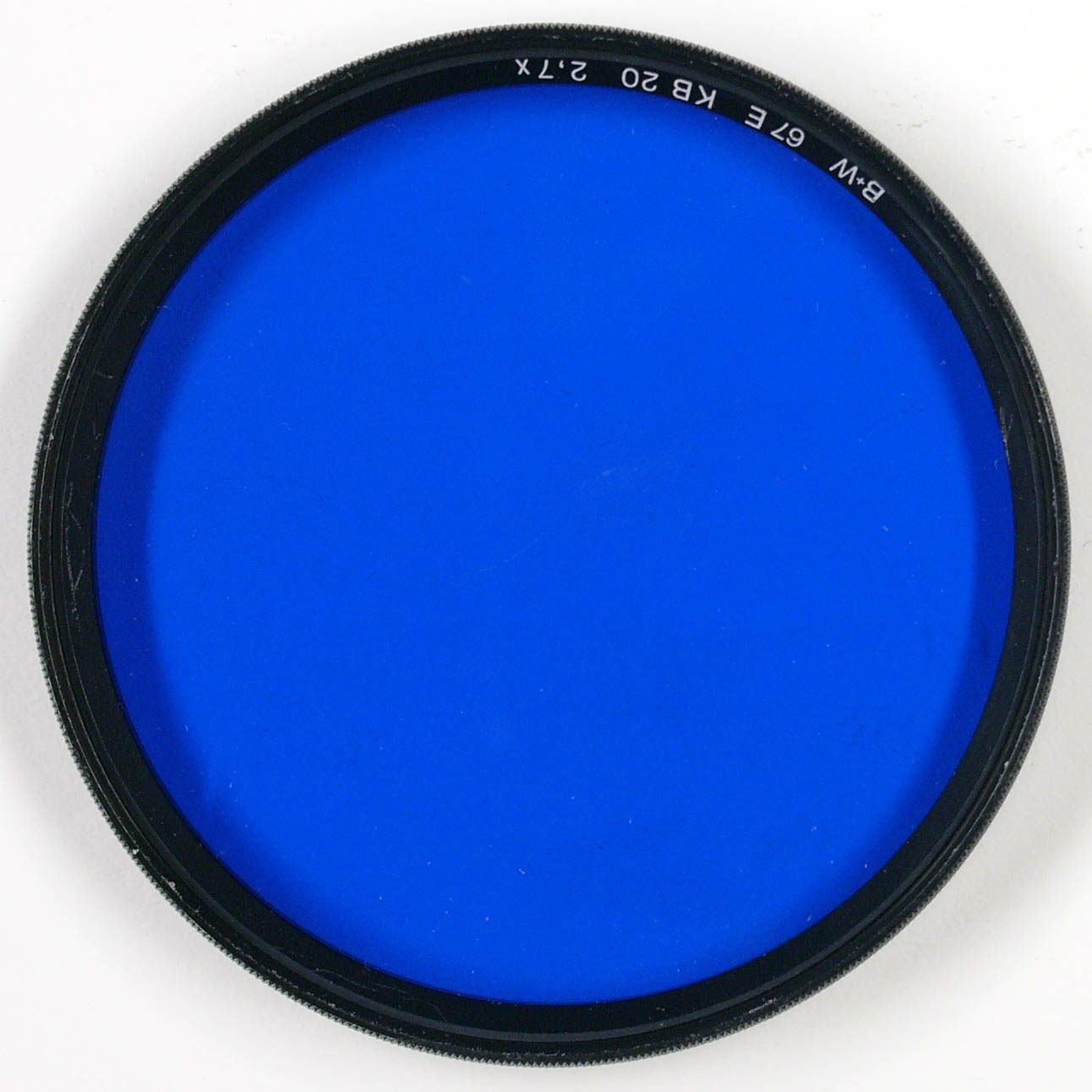
藍色濾鏡

彩色濾鏡通過吸收/透射起作用，並且可以分辨出它們正在反射和透射光譜的哪一部分。濾鏡可用於增加對比度並增強月球和行星的細節。所有可見光譜的顏色都有一個濾鏡，每個濾鏡都用於帶來一定的月球和行星特徵，例如，#8 黃色濾鏡用於顯示火星的海和木星的區帶。拉滕系統是柯達於1909年首次提出，用於表示彩色濾鏡類型的標準數字系統。
專業濾鏡也是彩色的，但它們的帶通中心放置在其它中點周圍（例如在UBVRU和考辛斯系統）。
一些常見的彩色濾鏡及其用途是：
- 色差濾鏡：用於減少由折射望遠鏡的色差引起的紫色光暈。這種光暈可以遮擋明亮物體，尤其是月球和行星的特徵。這些濾鏡對觀察微弱天體沒有影響。
- 紅色：降低天空亮度，特別是在白天和黃昏觀測期間。提高了月海、冰和火星極地區域觀測的清晰度。改善藍色雲彩與木星和土星的背景對比度。
- 深黃色：提高金星的大氣層特徵，木星（特別是在極地地區）和土星的解析度。增加火星上極冠、雲層、冰和沙塵暴的對比度。提高彗尾的明晰度。
- 深綠色：改善金星上雲的模式。在白天觀測金星時降低天空亮度。增加火星上冰和極冠的對比度。改善木星上大紅斑的能見度和木星大氣中的其他特徵。增強土星上的白雲和極地區域的明晰度。
- 中藍色：增強月球的對比度。增加金星雲層微弱陰影的對比度。增強火星表面特徵、雲層、冰和沙塵暴的明晰度。增強木星和土星大氣層中特徵之間的邊界明晰度。改進彗星氣尾的明晰度。

## 月球濾鏡
在天文學中，中性灰度濾鏡也稱為月球濾鏡，是增強對比度和減少眩光的另一種方法。它們的工作原理只是阻擋物體的一些光線來增強對比度。中性灰度濾鏡主要用於傳統攝影，但在天文學中用於增強月球和行星觀測。

## 偏光濾鏡
偏光濾鏡將圖像的亮度調節到更好的觀察水準，但比太陽濾鏡要少得多。對於這些類型的濾鏡，傳輸範圍從3%到40%不等。它們通常用於觀測月球，但也可用於行星觀測。它們由旋轉的鋁電池中的兩個極化層組成，通過旋轉濾鏡來改變濾鏡的傳輸量。亮度的降低和對比度的改善可以揭示月球表面的特徵和細節，特別是當它接近滿載時。偏光濾鏡不能代替專為觀察太陽而設計的太陽濾鏡。

## 星雲濾鏡

### 窄頻

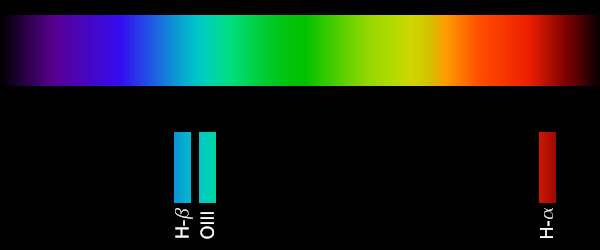
窄頻濾鏡傳輸的三條主要光譜線。

窄頻濾鏡是天文濾鏡，它僅從光譜中傳輸窄頻的譜線（通常為22 nm頻寬，或更低）。它們主要用於星雲觀測。發射星雲主要輻射可見光譜中的雙重電離氧，其發射波長接近500 nm。這些星雲在486 nm處，即氫-β線，也有弱輻射。
窄頻濾鏡主要有兩種類型：超高對比度（UHC）和特定發射線濾鏡。

#### 特定發射線濾鏡
特定的發射線（或線）濾鏡用於隔離特定元素或分子的線或譜線，以便能夠看到星雲內的物質分佈。這是生成假色圖像的常用方法。常見的濾鏡通常用於哈伯太空望遠鏡，形成所謂的HST托盤，其顏色被指定為：紅色= S-II；綠色 = H-α；藍色 = O-III。這些濾鏡通常用nm中的第二個數位指定，該數位是指通過波段的頻寬，這可能導致它排除或包括其他譜線。例如，H-α在656奈米處，可能會拾取N-II（在658-654納米處），如果它們的寬度為3 nm，則某些濾鏡將阻擋大部分N-II。
常用的譜線/濾鏡有： 
- 來自巴耳末系的H-α“Hα /Ha”（656 nm）由氫離子區，並且是較強的來源之一。
- 來自巴耳末系的H-β“Hβ / Hb”（486 nm）在更強的來源可見。
- O-III（496 nm和501 nm）濾鏡允許兩條氧氣-III線通過。這在許多發射星雲中都很強。
- S-II（672 nm）濾鏡顯示硫-II線。

不太常見的譜線/濾鏡：
- He-II（468 nm）[11]。
- He-I（587 nm）[11]。
- O-I（630 nm）[11]。
- Ar-III（713 nm）[11]。
- CA-II Ca-K/Ca-H（393和396 nm）[12]。 對於太陽觀測，用K和H顯示太陽夫朗和斐譜線。
- N-II（658 nm和654 nm）通常包含在更寬的H-α濾鏡中[10]。
- 甲烷（889 nm）[13]。允許在氣態巨行星、金星和（使用濾鏡）太陽上看到雲。

#### 超高對比度濾鏡
這些濾鏡通常被稱為「UHC濾鏡」，由允許多條強公共發射線通過的東西組成，這也具有類似的“減少光污染”濾鏡（見下文）的效果，即阻擋大多數光源。
UHC濾鏡的範圍從484到506 nm。它傳輸O-III和H-β譜線，阻擋大部分光污染，並將行星狀星雲和大部分發射星雲的細節帶到黑暗的天空下。

### 寬頻
寬頻或光污染（LPR）濾鏡設計用於阻擋鈉和汞蒸氣光，也阻擋自然天輝如極光。這允許從城市和光污染的天空中觀察星雲。寬頻濾鏡與窄頻濾鏡的不同之處在於波長傳輸的範圍。LED照明的頻寬更寬，因此不會阻塞，儘管白光LED的輸出在接近O III和H-β波長，即480 nm左右相當低。因為較窄的傳輸範圍會導致天空物體的圖像變暗，並且由於這些濾鏡的工作是從光污染的天空中揭示星雲的細節，寬頻濾鏡具有更寬的範圍，因此它具有更寬的透射率以獲得更高的亮度。這些濾鏡是專門為觀測和攝影星系而設計的，對發射星雲等其他深空天體沒有用。但是，它們仍然可以改善深空天體與背景天空之間的對比度，這可能會使圖像清晰。